# Leon Fesser
Leon Fesser (* 1. September 1994 in Darmstadt) ist ein ehemaliger deutscher Fußballspieler, der überwiegend als Innenverteidiger eingesetzt wurde.

## Karriere
Fesser spielte in seiner Jugendzeit für fünf verschiedene hessische Vereine, bevor er im Sommer 2012 in die A-Jugend der TSG Hoffenheim wechselte. Gegen Saisonende rückte er in die zweite Mannschaft der TSG 1899 Hoffenheim auf, die in der viertklassigen Regionalliga Südwest spielte. Dort spielte er drei Jahre und kam auf insgesamt 51 Ligaeinsätze. Zur Saison 2016/17 verpflichtete ihn der FC Bayern München für seine zweite Mannschaft in der ebenfalls viertklassigen Regionalliga Bayern. Dort kam er im Saisonverlauf zu 25 Ligaeinsätzen, als die Mannschaft am Saisonende den zweiten Tabellenrang belegte.
Im Sommer 2017 wurde er vom Drittligisten SC Paderborn 07 verpflichtet, der ihn mit einem Zweijahresvertrag ausstattete. Fesser laborierte nach seinem Wechsel an einem Bänderriss, im Herbst 2017 zog er sich einen Kapselriss im rechten Knie zu, sodass er hinter dem Stamm-Innenverteidigerduo Christian Strohdiek und Sebastian Schonlau im Saisonverlauf auf lediglich fünf Einsätze kam, darunter vier Startelfeinsätze im Winter/Frühjahr 2018. Unter Trainer Steffen Baumgart gelang ihm mit der Mannschaft als Tabellenzweiter der Saison 2017/18 der Aufstieg in die 2. Bundesliga.
In der anschließenden Zweitligasaison kam er in der Hinrunde hinter seinen Konkurrenten Strohdiek, Schonlau und Uwe Hünemeier nicht zum Zug und blieb auf Einsätze in Paderborns Zweitmannschaft in der Oberliga Westfalen limitiert, bevor er sich im Dezember 2018 einen Kreuzbandriss im linken Knie zuzog und damit bis Saisonende ausfiel. Während Paderborn am Saisonende der Durchmarsch in die Bundesliga gelang, gab der Klub bereits im April 2019 bekannt, den im Sommer auslaufenden Vertrag mit Fesser nicht zu verlängern.

## Erfolge
- Aufstieg in die 2. Bundesliga 2018
- Aufstieg in die 1. Bundesliga 2019 (ohne Einsatz)

## Sonstiges
Sein Vater Heinz-Wilhelm Fesser war ebenfalls als Fußballspieler aktiv und spielte für den 1. SC Göttingen 05 in der Saison 1980/81 in der noch zweigleisigen 2. Bundesliga.